# Лапландський щит
Лапландський щит (нім. Lapplandschild) — нарукавний щит збройних сил нацистської Німеччини, яким нагороджували під час Другої світової війни.

## Історія нагороди
Знак було засновано для військовиків 20-ї гірської армії генерала гірськострілецьких військ Беме. Лапландський щит був останньою нагородою Третього Рейху, але насправді його вручали вже після закінчення Другої світової війни. 
Оскільки на щиту не було націонал-соціалістичних емблем, британське керівництво у Норвегії (якому здалися у полон німецькі частини) дозволило випуск щитів та їх вручення військовослужбовцям. Невідомо, чи вручався щит офіційно як нагорода, чи надавався як пам’ятний сувенір. Збереглися нагородні листи до нагород. Наразі не відома кількість вироблених нагород. 

## Вигляд  нагороди

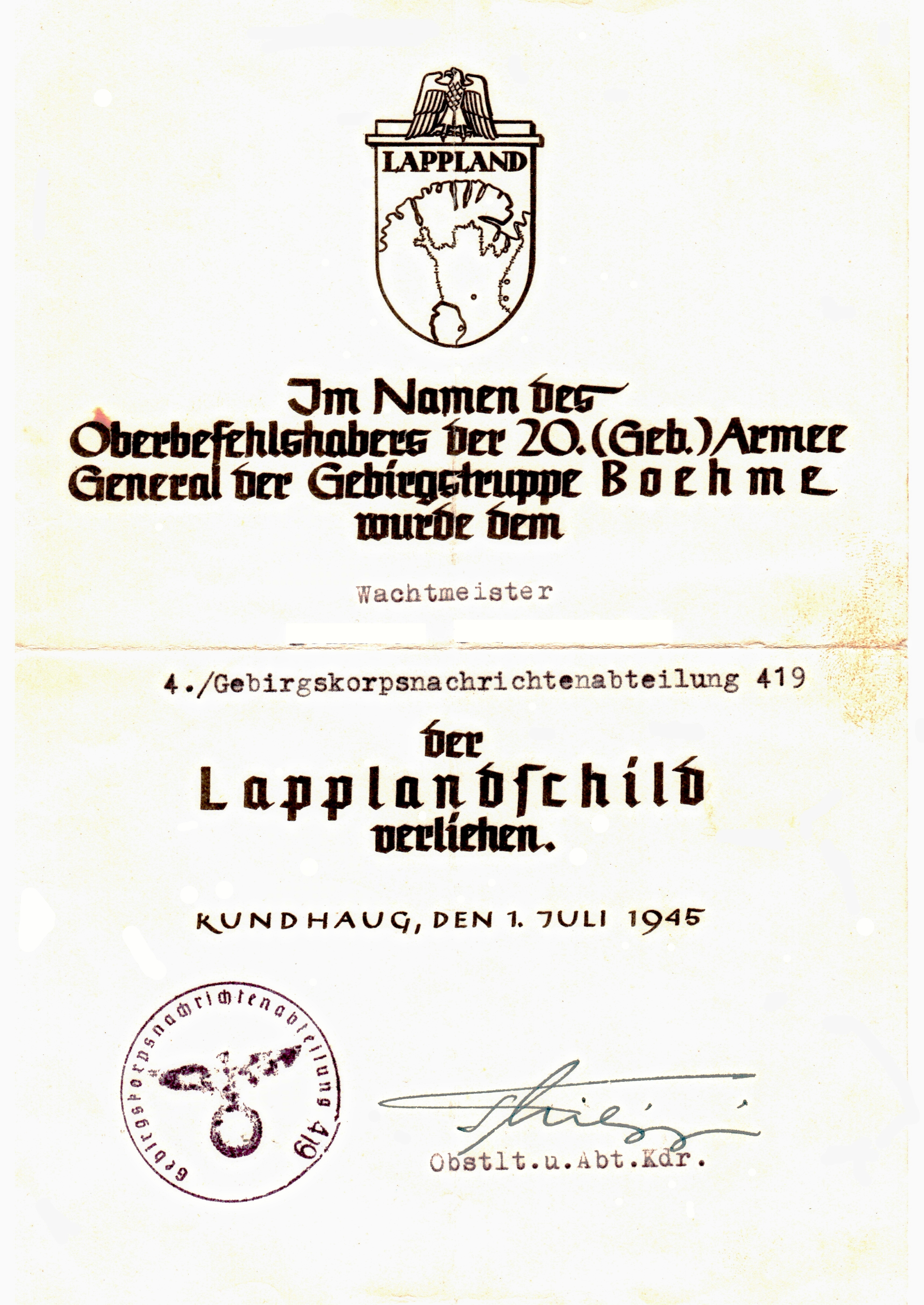
Нагородний лист до Лапландського щита. 1945 рік

Лапландський щит найчастіше штампувався з алюмінію, але в деяких випадках міг бути вигравіруваним на плоскому алюмінієвому щитку.
Нагорода має форму закругленого знизу щита (іспанський геральдичний щит), на якому зображена північна частина Скандинавського півострову (Лапландія). У верхній частині щита напис «LAPPLAND», над якою розміщена горизонтальна балка (виходить за межі щита), на якій сидить орел з опущеними крилами. 